# Ismael Gutiérrez Montilla
Ismael Gutiérrez Montilla (Los Palacios y Villafranca, Andalusia, 7 d'agost del 2000) és un futbolista andalús. Juga com a migcampista i el seu equip actual és l'Atlètic de Madrid B de la Segona Divisió B d'Espanya.

## Trajectòria
És cosí del també futbolista internacional espanyol Fabián Ruiz. Es va formar al planter del Reial Betis, on va ingressar en categoria bejamí. La temporada 2018-19 la va iniciar en categoria juvenil per acabar-la amb el Betis Deportivo.
La pretemporada de l'estiu de 2019, després d'haver estat seguit pel FC Barcelona i el València CF, va renovar el seu contracte amb l'equip verd-i-blanc fins a 2021 i al juliol va debutar amb el primer equip del Reial Betis, a Faro, contra el Sheffield United FC. Va jugar el seu primer partit a primera divisió el 20 de setembre de 2019, al camp del Sadar, contra el CA Osasuna, en substituir el seu company Andrés Guardado.
El 13 de gener de 2020 va ser cedit al Deportivo Alavés fins al juny de 2021. El 3 d'octubre d'aquell mateix any va abandonar definitivament l'entitat verd-i-blanca, amb la qual va disputar quatre partits amb el primer equip, i va fitxar pel Club Atlètic de Madrid per jugar al seu filial. S'especula que el preu del traspàs va ser de 2 milions d'euros, amb un pagament inicial un milió d'euros per la meitat dels drets i en el futur tenen l'opció d'adquirir l'altre 50 % abonant la mateixa quantitat.